# Game Rating and Administration Committee
Pour les articles homonymes, voir GRAC.
Le Game Rating and Administration Committee (en coréen : 게임물관리위원회), abrégé GRAC, est un système d'évaluation sud-coréen destiné aux logiciels de loisirs (comme les jeux vidéo), afin d’encadrer leur diffusion aux mineurs. Il s'agit aussi du nom de l'organisme gouvernemental l'ayant mis au point.
Jusqu'en décembre 2013, le système s'intitulait Game Rating Board (en coréen : 게임물등급위원회), abrégé GRB.
Auparavant, les jeux vidéo étaient évalués par le Korea Media Rating Board, un organisme gouvernemental voué à tous les types de médias.

## Classification

### Âge
Les jeux d'arcade utilisent uniquement les évaluations « All » et « 18 ».
| Icône                                               | Description                      |
| --------------------------------------------------- | -------------------------------- |
| GRB A — Tout public (GRB — For all)                 | 전체이용가 (Tout le monde)       |
| GRB 12 — 12 ans et plus (GRB — 12+)                 | 12세이용가 (Évalué à 12 ans)     |
| GRB 15 — 15 ans et plus (GRB — 15+)                 | 15세이용가 (Évalué à 15 ans)     |
| GRB 19 — 19 ans et plus (GRB — 19+)                 | 청소년이용불가 (Évalué à 19 ans) |
| GRB Test — Jeu en phase de test (GRB — For testing) | 시험용 (Test)                    |

### Contenu
| Icône | Description                        |
| --- | ---------------------------------- |
| GRB — Sexualité, nudité (GRB — Sexuality)                                                                            | 선정성 (Sexualité)                 |
| GRB — Violence (GRB — Violence)                                                                                      | 폭력성 (Violence)                  |
| GRB — Peur, horreur, menace (GRB — Fear, horror, threatening)                                                        | 공포 (Horreur)                     |
| GRB — Langage (GRB — Language)                                                                                       | 언어의 부적절성 (Langage grossier) |
| GRB — Alcool, tabac, drogues (GRB — Alcohol, tobacco, drug)                                                          | 약물 (Drogues)                     |
| GRB — Crime, message anti-sociétal ou anti-gouvernemental (GRB — Crime, anti-societal or anti-governmental messages) | 범죄 (Crime)                       |
| GRB — Jeu d'argent (GRB — gambling, betting)                                                                         | 사행성 (Jeux d'argent)             |